# Parasabella aulaconota
Parasabella aulaconota är en ringmaskart som först beskrevs av Marenzeller 1884.  Parasabella aulaconota ingår i släktet Parasabella och familjen Sabellidae. Inga underarter finns listade i Catalogue of Life.